# Edward Drinker Cope
assinatura
Edward Drinker Cope (Filadélfia, 28 de Julho de 1840 — Filadélfia, 12 de Abril de 1897) foi um paleontólogo e anatomista comparativo norte-americano, além de um herpetólogo e ictiólogo. Foi um dos fundadores da escola neolamarquista.
Nascido em uma família rica quacre, Cope distinguiu-se como uma criança prodígio interessada em ciência; publicou seu primeiro artigo científico aos 19 anos de idade. Embora seu pai tenha tentado criar Cope como agricultor, ele finalmente concordou com as aspirações científicas de seu filho. Cope casou-se com sua prima e teve um filho; A família mudou-se da Filadélfia para Haddonfield, Nova Jersey, embora Cope mantivesse uma casa e um museu na Filadélfia em seus últimos anos.
Cope é conhecido no ramo da paleontologia por encontrar um plesiossauro, o qual batizou de Elasmosaurus.
O primeiro exemplar do clado Mesosauria descoberto no Brasil, em folhelhos da Formação Irati, Bacia do Paraná, foi descrito por Cope em 1885, que o denominou de Stereosternum tumidum.

## Guerra dos ossos
Desde o ínicio de sua carreira, em 1859, até o ano de sua morte, Cope produziu grande quantidade de trabalhos paleontológicos, publicando mais de 1 300 artigos científicos versando especialmente sobre vertebrados do Mesozoico1 norte-americano, nos quais descreveu centenas de espécies e vários gêneros. Tamanha produção teve grande impacto no desenvolvimento da paleontologia dos EUA, principalmente quando somada à profusão de trabalhos de outros paleontólogos daquele país realizados durante a segunda metade do século XIX. Um desses paleontólogos foi o seu compatriota Othniel Charles Marsh (1831-1899), com o qual acabou travando uma disputa pela autoria da descoberta e da identificação taxonômica de grande quantidade de animais fósseis. Durante tal contenda, que mais tarde ficou conhecida pelo grande público como bone wars (guerra dos ossos), ambos chegaram aos
limites do absurdo, com acusações mútuas quanto a imprecisões em descrições, classificações e montagens de vários espécimens; denúncias de plágio e desvio de verbas públicas; acusações recíprocas de espionagem e de suborno dos empregados envolvidos com as escavações e o envio dos fósseis; e até mesmo da destruição dos fósseis remanescentes nos sítios em que as escavações eram dadas como finalizadas ou suspensas.

## Prémios e honrarias
- Medalha Bigsby 1879[3]

## Obra
- On the Method of Creation of Organic Types. M'Calla & Stavely, Filadélfia 1871

- Collected Papers in Geology and Paleontology. 1873-97

- On Some of Prof. Marsh's Criticisms. 1873

- On the Short-Footed Ungulata of the Eocene of Wyoming. Filadélfia1873

- Sketch of the Zoology of Ohio. Filadélfia 1873

- On the Plagopterinae and the Ichthyology of Utah. 1874

- On the Geologic Age of the Vertebrate Fauna of the Eocene of New Mexico. 1876

- On a Carnivorous Dinosaurian from the Dakota Beds of Gold. 1877

- On the Effects of Impacts and Strains on the Feet of Mammalia. Filadélfia1881

- On the contents of a bone cave in the island of Anguilla (West Indies), Smithsonian Institution (Washington) 1883

- The Origin of the Fittest. Macmillan & Appleton, Lond. N. York 1887

- The Primary Factors of Organic Evolution. Open Court, Chicago, Lond. 1896

- Theology of evolution : a lecture Arnold (Filadelfia) Canadian Libraries 1897

- Syllabus of Lectures on the Vertebrata. Filadélfia1898

- The Crocodilians, Lizards and Snakes of North America. Washington 1900

## Abreviatura (zoologia)
A abreviatura Cope  emprega-se para indicar a Edward Drinker Cope como autoridade na descrição e taxonomia em zoologia.